# Uzos
Uzos é uma comuna francesa na região administrativa da Nova Aquitânia, no departamento dos Pirenéus Atlânticos. Estende-se por uma área de 3,51 km². Em 2010 a comuna tinha 789 habitantes (densidade: 224,8 hab./km²).